# 桑尼·奥斯隆德
桑尼·奥斯隆德（瑞典語：Sanny Åslund，1952年8月29日—），瑞典男子足球运动员，司职前锋，1977年完成成年国家队首秀。他曾代表瑞典国家队参加1978年国际足联世界杯，结果队伍止步小组赛阶段。